# Dietmanns (Baixa Áustria)
Dietmanns é um município da Áustria localizado no distrito de Waidhofen an der Thaya, no estado de Baixa Áustria.